# Teofil Iwanowski

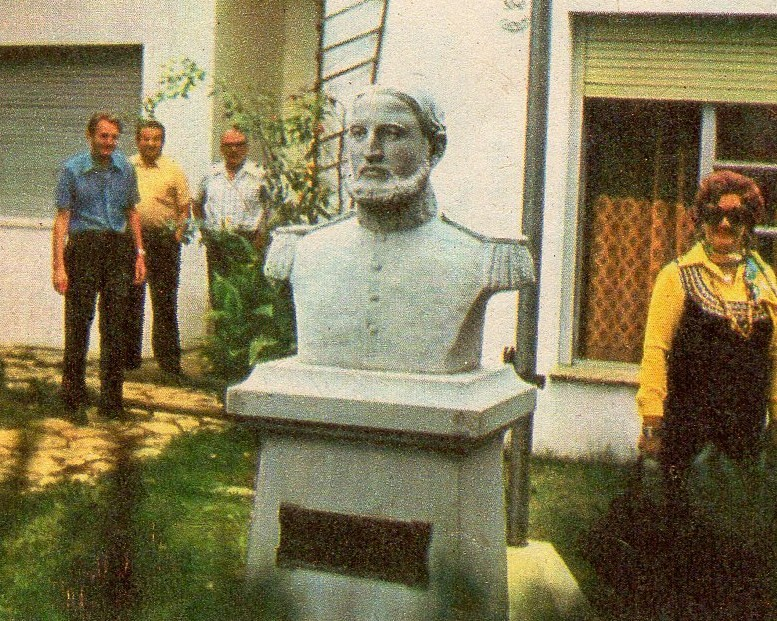
Pomnik w Merlo

Teofil Iwanowski (ur. jako Teofil Reich, także w Argentynie: Teófilo Iwanowsky, ur. 1827 w Poznaniu, zm. 24 września 1874 w San Luis w Argentynie) – polski powstaniec 1846, generał armii argentyńskiej.

## Życiorys
Ojciec Teofila Iwanowskiego był Niemcem, a matka Polką. Sam Iwanowski deklarował zawsze narodowość polską. W Poznaniu ukończył gimnazjum. W 1846 walczył podczas powstania wielkopolskiego pod dowództwem Ludwika Mierosławskiego.
Zagrożony represjami uciekł do Hamburga i zmienił nazwisko na Iwanowski (po matce). W 1848, nadal zagrożony przez Prusaków, zgłosił się do brazylijskiego legionu cudzoziemskiego, celem wsparcia Montevideo, obleganej przez Argentyńczyków stolicy Urugwaju. W 1850 przyłączył się do argentyńskich federalistów. Pod rozkazami generała Bartolomé Mitre wsławił się w rozstrzygającej bitwie z secesjonistami pod Pavon (1861). Otrzymał wówczas awans na kapitana armii argentyńskiej. Po zwycięstwie tłumił powstania secesjonistów w prowincji Entre Ríos oraz Mendoza. Brał też udział w krwawych wojnach Argentyny z Urugwajem i Paragwajem. 1 maja 1869 został mianowany rzeczywistym pułkownikiem.
W 1873 otrzymał tytuł generała z rąk prezydenta Domingo Faustino Sarmiento, pod którego rozkazami wcześniej walczył (była to pierwsza lista awansów generalskich po zaprzysiężeniu Sarmiento). W tym czasie otrzymał również nominację na dowódcę okręgu wojskowego ciągnącego się przy granicy z Chile. Zginął w trakcie tłumienia jednego z ostatnich buntów secesjonistów w San Luis.

## Upamiętnienie
Jeden ze szczytów w Cordillera de Santa Clara, o wysokości 5.070 m n.p.m. nazwano Generał Teofil Iwanowski. W mieście Merlo stoi pomnik Iwanowskiego w formie popiersia.